# Melissa Browne
Melissa „Missy“ Browne (* als Melissa Sponagle; 6. Februar 1991 in Apple Valley, Kalifornien) ist eine US-amerikanische Beachhandballspielerin, die auf der Position des Specialist Nationalspielerin ihres Landes ist. Zuvor war sie als Quidditch-Spielerin erfolgreich.

## Sportlicher Werdegang
Melissa Browne spielte zunächst Fußball und Volleyball, später vor allem Softball. Nach dem Studium an der University of California, Los Angeles spielte sie für mehrere Jahre auf Wettkampflevel Quidditch. Sie gehörte der Quidditch-Nationalmannschaft der USA an und gewann mit dieser bei der allerersten Quidditch-Weltmeisterschaft 2012 in Oxford den Titel. Nachdem sie im Zuge einer Verletzung fast ein Jahr nicht mehr Quidditch spielen konnte und nach San Diego gezogen war, folgte sie der Einladung des damaligen Nationaltrainers der Beachhandball-Nationalmannschaft, Juliano de Oliveira, und probierte sich im Beachhandball aus.
Browne, die wie der Großteil der US-Auswahlmannschaft dem Los Angeles THC angehört, spielt in der Beach-Variante für den San Diego Beach Handball Club. Seit 2017 gehört sie der US-Nationalmannschaft an. Bei ihrem ersten Turnier, der letztmals ausgetragenen Panamerikameisterschaften 2018 in Oceanside in Kalifornien verlief noch recht wenig erfolgreich, hinter den meisten Mannschaften Südamerikas und auch Mexikos platzierte sich die Mannschaft bei acht teilnehmenden Teams auf den sechsten Rang. Dennoch konnte die Mannschaft anschließend das erste Mal an den noch im selben Jahr ausgetragenen Weltmeisterschaften teilnehmen und wurde dort 14. 2019 folgten mit weitaus mehr Erfolg die erstmals ausgetragenen Nordamerika- und Karibikmeisterschaft in Chaguanas auf Trinidad und Tobago, gewann Browne mit ihrer Mannschaft im Finale gegen Mexiko den Titel. Mit der Platzierung bei den kontinentalen Meisterschaften war auch die Qualifikation zu den World Beach Games 2019 in Doha erreicht worden. In Katar wurde sie mit ihrer Mannschaft Zehnte.
Danach dauerte es aufgrund der Corona-Pandemie bis 2022, dass Browne zu weiteren Einsätzen im Nationaldress kam. Bei den Nor.Ca. Beach Handball Championships 2022 in Acapulco erreichten die USA wie schon 2019 das Finale gegen Mexiko, unterlag mit ihrer Mannschaft den Nachbarinnen aus dem Süden aber vor deren Heimpublikum. Die Qualifikation zu den Weltmeisterschaften 2022 in Iraklio auf Kreta gelang indes ohne größere Probleme. In Griechenland zogen die USA dank eines Sieges über Vietnam nach der Vorrunde in die Hauptrunde ein, wo allerdings alle weiteren Spiele verloren wurden und die USA somit die Qualifikation für das Viertelfinale verpassten. Nach einer Niederlage gegen Ungarn und einem Sieg über Australien spielte die US-Mannschaft zum Abschluss erneut gegen Vietnam um den 13. Platz, unterlag dieses Mal aber im Shootout. Bis zur Weltmeisterschaft war Browne neben Courtney Heeley und Ashley Van Ryn die einzige Spielerin, die einzige Spielerin, die seit 2018 zu allen Turnieren der US-Nationalmannschaft berufen wurde. Für die World Games in Birmingham (Alabama) ersetzte Nationaltrainerin Lisa Dunn Browne erstmals durch Kimberly Popp, die schon seit 2019 zum Nationalkader gehörte, aber für noch kein Turnier berufen wurde.
Gemeinsam mit ihren Nationalmannschaftskoleginnen Katiann Scherer und Kimberly Popp absolvierte Browne 2021 einen Schiedsrichter-Kurs und ist seitdem auch berechtigt Beachhandball-Spiele zu leiten.

## Erfolge
| World Games - 2022: 4. Weltmeisterschaften - 2018: 14. - 2022: 14. | Panamerikameisterschaften - 2018: 6. Nordamerika- und Karibikmeisterschaften - 2019: 1. - 2022: 2. |

## Belege und Anmerkungen
1. ↑  ATHLETE SPOTLIGHT: Missy Sponagle, U.S. Women's Beach Handball Team. In: Facebook. USA Team Handball, 23. April 2020, abgerufen am 21. Januar 2023 (englisch).
2. ↑  Beach Handball - United States vs Argentina | Women's Group A Match | ANOC World Beach Games 2019. Abgerufen am 12. August 2022 (deutsch).
3. ↑  2022 NACHC Beach Handball Championship Match & Streaming Info - Updated Results. In: teamusa.org. USA Team Handball, 25. April 2022, abgerufen am 27. Januar 2023 (englisch).
4. ↑  IHF | USA men and Mexico women celebrate continental beach handball titles. Abgerufen am 12. August 2022.
5. ↑  IHF | USA's 'Self' promotion on the sand. Abgerufen am 12. August 2022.
6. ↑  Team Info: United States of America. Abgerufen am 23. Januar 2023.
7. ↑  Beach Handball Referee Camp Trains Four New Officials. In: teamusa.org. USA Team Handball, 10. November 2021, abgerufen am 23. Januar 2023 (englisch).

| Personendaten    | Personendaten                                                   |
| ---------------- | --------------------------------------------------------------- |
| NAME             | Browne, Melissa                                                 |
| ALTERNATIVNAMEN  | Browne, Missy; Sponagle, Melissa (Geburtsname); Sponagle, Missy |
| KURZBESCHREIBUNG | US-amerikanische Quidditch- und Beachhandballspielerin          |
| GEBURTSDATUM     | 6. Februar 1991                                                 |
| GEBURTSORT       | Apple Valley, Kalifornien, Vereinigte Staaten                   |